# Chamamé
Genres dérivés
Sertanejo, chamamé rock, chamamé electro
Le chamamé est un genre musical traditionnel ayant émergé dans la province de Corrientes, en Argentine, joué aussi au Paraguay et dans certains endroits du Brésil tels que le Mato Grosso do Sul, le Paraná ou le Rio Grande do Sul. 

## Histoire
Le chamamé est inscrit sur la liste représentative du patrimoine culturel immatériel de l'humanité en décembre 2020 par l'UNESCO.

## Caractéristiques
Il rassemble des éléments culturels des Indiens Guarani, des conquistadors espagnols et même des émigrants italiens et allemands. C'est une musique de gauchos dit-on parfois, comme le malambo, mais se danse en couple contrairement à celui ci. Il montre actuellement (2020) un regain de popularité avec des artistes comme Chango Spaciuk. 
Le chamamé est le résultat de la fusion des ethnies qui, mélangées avec le temps, content l'histoire de l'homme et de son paysage. Il utilise l'accordéon et la guitare comme instruments principaux. Ils alternent la partie rythmique et la partie mélodique, ainsi que le 
 
. De nombreux chamamés ont été entendus puis repris dans l'accordéon musette en France tandis que le style original y restait méconnu contrairement au tango, mais pour les mêmes raisons et les mêmes liens entre l'Argentine et l'émigration française du sud ouest en particulier. Il est encore beaucoup joué à l'heure actuelle comme en témoignent de nombreux groupes et vidéos sur YouTube, avec une partie traditionnelle qui essaye de garder une certaine qualité et une certaine authenticité, et une partie qui vise plus la variété et la danse et se rapproche dans ses codes du musette. La partie traditionnelle (avec accordéon ou parfois bandonéon) lui donne parfois des accents et une atmosphère qui le rapproche des accents du tango. Celui-ci était l'apanage des villes tandis que le chamamé était plus attaché à la campagne. Mais il gagne ensuite ses lettres de noblesse avec des artistes comme Raúl Barboza et d'autres.
En espagnol, on appelle chamameceros les joueurs de chamamé.

## Artistes représentatifs
- Chango Spasiuk[5]qui est très actif et très présent y compris dans la jeunesse actuelle en 2024 et qui s'est produit en France, notamment à Marseille
- Raúl Barboza
- Rudi et Nini Flores
- Milagros Caliva [6]
- Grupo Tupà